# Luca Zaia
Luca Zaia (Conegliano, 27 marzo 1968) è un politico italiano, presidente della Regione Veneto dal 7 aprile 2010.
Originario di Bibano, frazione di Godega di Sant'Urbano, è stato presidente della Provincia di Treviso dal 10 giugno 1998 al 19 aprile 2005, nonché vicepresidente della giunta regionale del Veneto dal 19 maggio 2005 al 5 giugno 2008, con deleghe al turismo, all'agricoltura, allo sviluppo montano e all'identità veneta, e dall'8 maggio 2008 al 16 aprile 2010 ha ricoperto l'incarico di ministro delle politiche agricole alimentari e forestali nel governo Berlusconi IV.
Membro storico della Lega Nord, è oggi uno degli esponenti di spicco della corrente più progressista della Lega per Salvini Premier.

## Biografia

### Famiglia e studi
Figlio di Giuseppe e di Carmela Lisetto, dopo essersi diplomato alla Scuola enologica di Conegliano, si è laureato in Scienze della Produzione Animale presso la Facoltà di Agraria dell'Università degli Studi di Udine. Dopo aver iniziato con la festa di diploma organizzata da lui, per ben dodici anni ha lavorato come PR per diverse discoteche della sua zona come il “Manhattan” di Godega di Sant’Urbano, il “Diamantik” di Gaiarine, il “Kolossal” di Spresiano o il “Desirèe” a Caorle, oltre a svariati altri lavori, tra cui "il cameriere, l'uomo delle pulizie, il muratore, il docente privato di chimica, l'istruttore di equitazione, l'operaio in un’impresa di pellami.

### Vita privata
È sposato dal 1999 con Raffaella Monti, segretaria d'azienda; la coppia non ha figli.

## Carriera politica

### Gli inizi
Alle elezioni amministrative del 1993 viene eletto consigliere comunale a Godega di Sant'Urbano (Treviso) tra le liste della Lega Nord-Liga Veneta.
Alle elezioni regionali in Veneto del 1995 è stato candidato, nel listino bloccato del candidato presidente della Lega Nord Alberto Lembo, però senza essere eletto in consiglio regionale del Veneto. In quello stesso anno entrò nel consiglio provinciale di Treviso, ricoprendo anche la carica di assessore all'agricoltura.
Successivamente, alle elezioni provinciali del 1998 a Treviso si candida, e viene eletto nel giugno 1998, Presidente della Provincia di Treviso. Nel 1998 Zaia risultò essere il più giovane Presidente della Provincia eletto in Italia, avendo appena compiuto trent'anni.
Alle elezioni provinciali del 2002 fu rieletto presidente della Provincia di Treviso, carica che mantiene fino al 19 maggio 2005, quando decide di lasciare l'incarico per ricoprire quello di vicepresidente della Regione Veneto.
Il 19 maggio 2005 viene nominato vicepresidente della Regione Veneto con deleghe regionali al turismo, all'agricoltura, allo sviluppo montano e all'identità veneta, nella giunta del forzista Giancarlo Galan, presidente della Regione Veneto.

### Ministro delle politiche agricole, alimentari e forestali
Con la vittoria della coalizione di centro-destra alle elezioni politiche del 2008, l'8 maggio diventa Ministro delle politiche agricole alimentari e forestali nel quarto governo Berlusconi, prestando giuramento nelle mani del Presidente della Repubblica Giorgio Napolitano, incarico che mantiene fino al 16 aprile 2010 quando rassegna le dimissioni dopo l'elezione alla presidenza della Regione Veneto avvenuta il 29 marzo precedente.
La prima questione che dovette affrontare da ministro fu l'esportazione del Brunello di Montalcino negli Stati Uniti, vietata dopo che erano state trovate alcune partite di vino con certificazione falsa. In quell'occasione Zaia rese il governo garante della qualità del rinomato vino toscano.
Nel 2009, poco prima del G8 del 2009, ha presieduto nel Castelbrando di Cison di Valmarino il primo G8 agricolo, vertice che ha affrontato, tra l'altro, il tema della fame nel mondo.
Come stabilito dal governo Prodi II e dal governo Berlusconi IV, Foggia era stata scelta come sede dell'Agenzia nazionale per la sicurezza alimentare: Zaia insieme con i deputati leghisti ha tuttavia dissentito, proponendo Verona al posto della città pugliese. Le sue dichiarazioni hanno scatenato polemiche non solo da parte delle forze di opposizione (che hanno chiamato in causa il ministro leccese Raffaele Fitto), ma anche dagli stessi parlamentari pugliesi del Pdl. Senatori di maggioranza e di opposizione hanno presentato una mozione per impegnare il ministro delle Politiche Sociali, Maurizio Sacconi e il ministro delle politiche agricole Luca Zaia a confermare l'indicazione di Foggia come sede dell'agenzia. In risposta il ministro Zaia ha affermato di aver semplicemente ripristinato una decisione presa, durante il precedente governo Berlusconi, dall'allora ministro delle politiche agricole e forestali Gianni Alemanno, pugliese di nascita e romano d'adozione, che individuava la sede dell'autorità a Verona.
A spostare la destinazione della sede a Foggia era stato il ministro del successivo governo Prodi Paolo De Castro, anch'egli pugliese. Alla fine la sede non è andata in nessuna delle due città in disputa.

### Presidente del Veneto

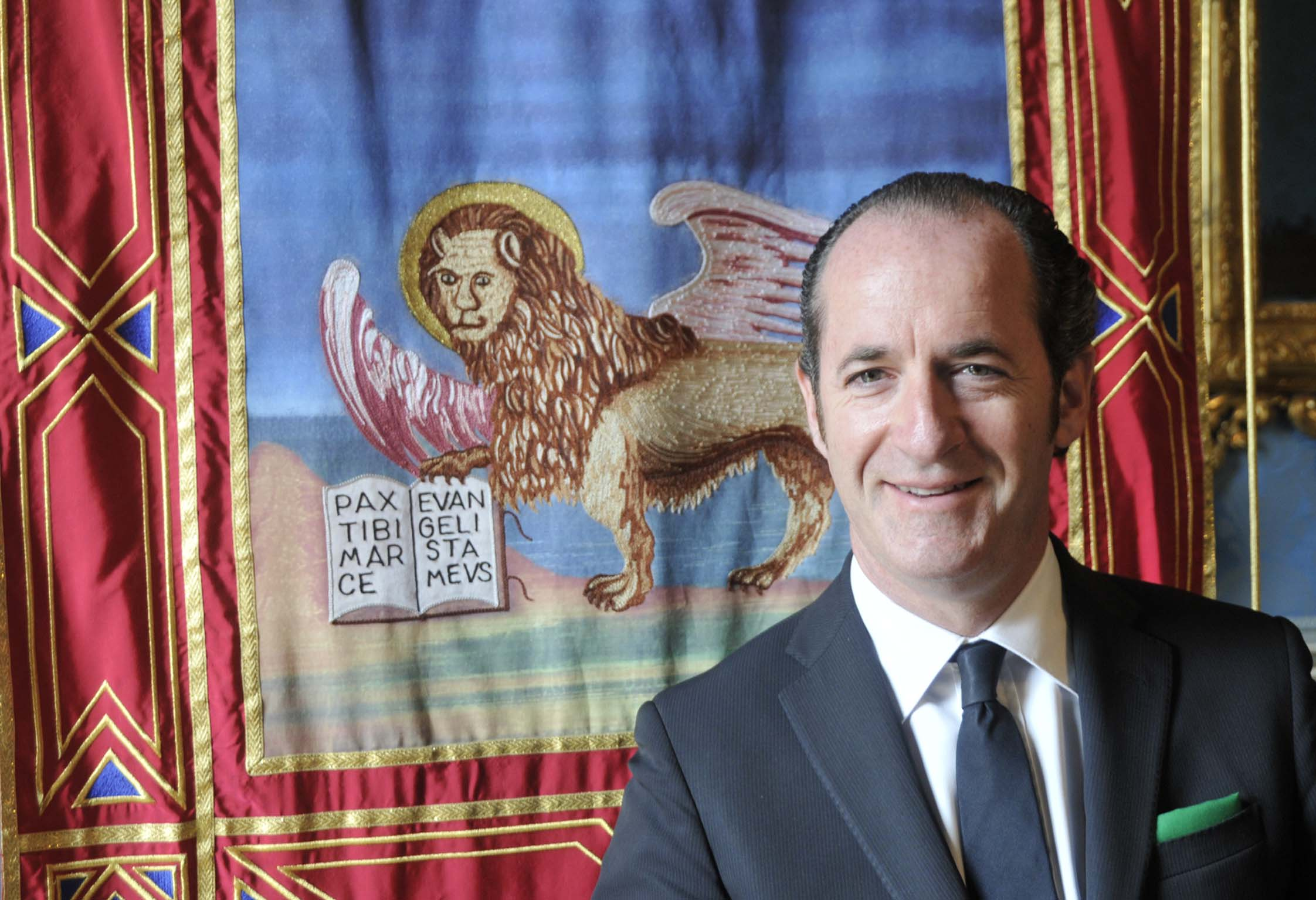
Luca Zaia con dietro alle sue spalle la bandiera del Veneto

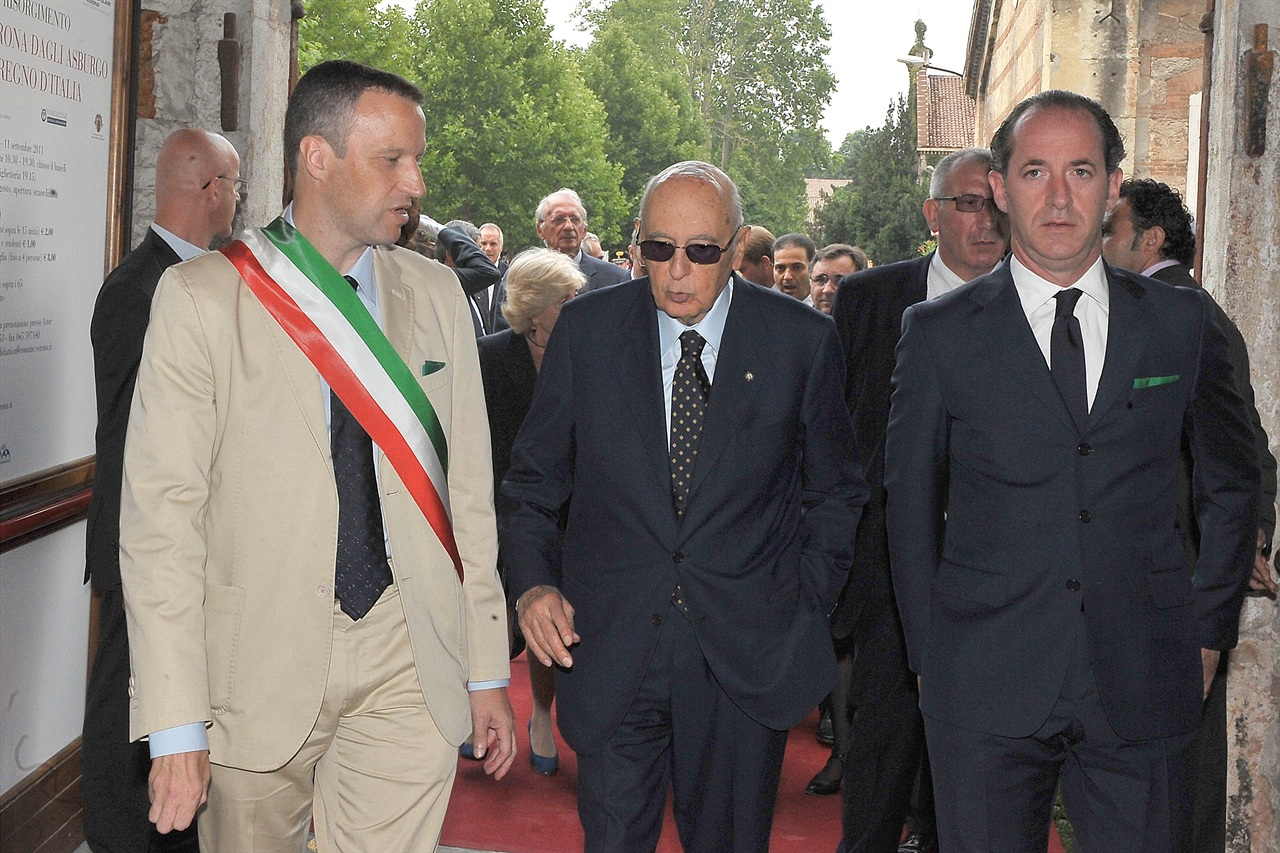
Zaia con Giorgio Napolitano e il sindaco di Verona Flavio Tosi alla mostra "Verona dagli Asburgo al Regno d'Italia" nel 2011

Il 19 dicembre 2009 venne ufficializzata la candidatura di Zaia alle elezioni regionali in Veneto del 2010 dalla direzione nazionale della Lega Nord riunitasi a Padova. La candidatura di Zaia fu votata all'unanimità ed è stata sostenuta dalle liste della Lega Nord, del Popolo della Libertà e da una terza lista comune tra Alleanza di Centro di Francesco Pionati, la Democrazia Cristiana e alcuni esponenti dell'Unione di Centro usciti dal partito di Pier Ferdinando Casini.
Il 29 marzo 2010 Zaia vinse le elezioni ottenendo più del 60% dei consensi, diventando così il decimo presidente del Veneto, nonché il più votato tra i candidati presidente in Italia. L'insediamento ufficiale a Palazzo Balbi si è tenuto il successivo 13 aprile.

In un'indagine di un istituto di ricerca relativa al secondo trimestre 2012, Zaia è risultato essere, tra i presidenti di regione, quello con il gradimento maggiore, con un indice stimato oltre il 60%.

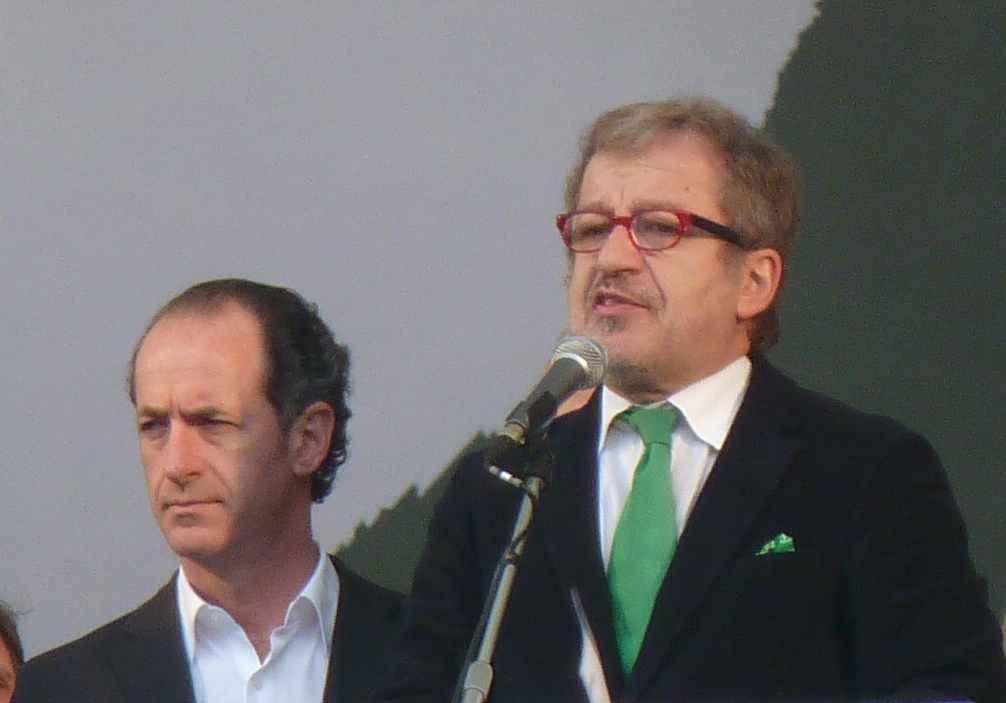
Luca Zaia al raduno di Pontida assieme al segretario federale della Lega Nord Roberto Maroni

Il 1º giugno 2015 Zaia venne ricandidato alla presidenza del Veneto per un secondo mandato, sostenuto da Lega Nord, Forza Italia, Fratelli d'Italia, Indipendenza Noi Veneto e Lista ZAIA e contro il suo ex compagno di partito Flavio Tosi (Fare!), Alessandra Moretti (Partito Democratico), Jacopo Berti (Movimento 5 Stelle), Laura Di Lucia Coletti (L'Altro Veneto. Ora Possiamo!) e Alessandro Morosin (Indipendenza Veneta). Alle elezioni venne riconfermato presidente con il 50,08% dei voti.
Cinque anni più tardi verrà ricandidato per la terza volta con il sostegno di Lega, Fratelli d'Italia, Forza Italia e le liste "Zaia Presidente" e "Veneta Autonomia" contro il candidato del centro-sinistra Arturo Lorenzoni, Enrico Cappelletti del Movimento 5 Stelle e altri. Alle elezioni verrà riconfermato Presidente con il 76,8% dei voti (risultando così il presidente di regione eletto direttamente con la più alta percentuale di voti nella storia d'Italia) e la sua lista personale prenderà il 44,6% staccando di gran lunga gli altri partiti della coalizione e gli avversari.

#### Provvedimenti principali

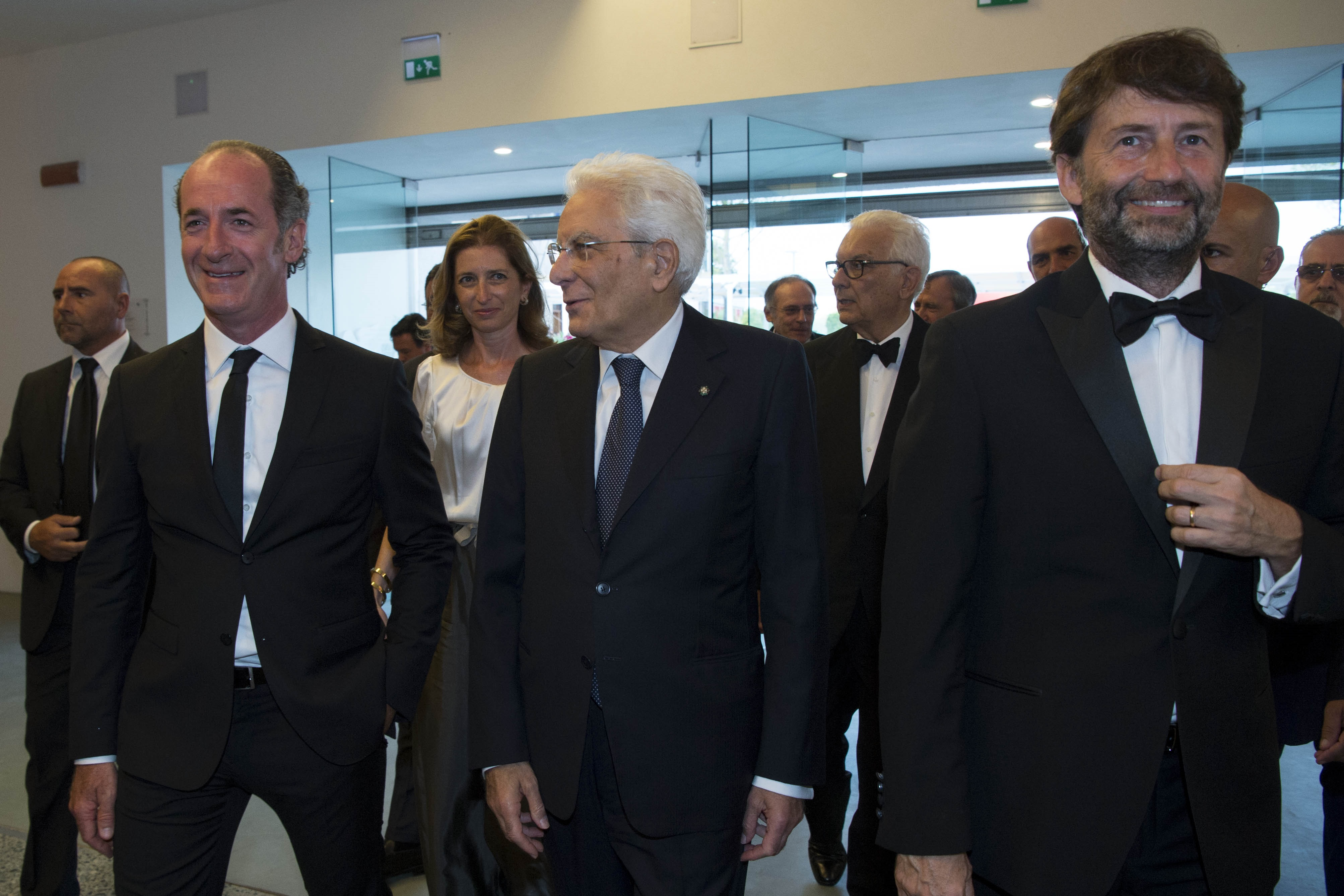
Luca Zaia con il Presidente della Repubblica Sergio Mattarella e il Ministro per i beni e le attività culturali Dario Franceschini nel 2017

##### Ambiente e urbanistica
Convinto sostenitore degli incentivi introdotti con i D.L. 201/2011 e 1/2012 (c.d. "Piano casa") invece avversati dalle Giunte di altre regioni, alla scadenza del Decreto ne propone una proroga per il Veneto con la Legge Regionale 32/2013, superando l'opposizione del Consiglio dei Ministri e un esame della Corte costituzionale. La Legge, che esclude dai benefici gli edifici anche parzialmente abusivi o in zone di pregio ambientale e che prevede bonus a chi bonifica e/o riqualifica e crediti edilizi a chi demolisce e rinaturalizza, viene infine approvata il 29.11.2013. Inizialmente prevista con una scadenza al 31.12.2018, poi portata al 31.03.2019, diventa infine permanente con la Legge 14/2019.
A seguito dell'alluvione del Veneto del 2010, Zaia ha modificato una legge regionale (L.R. n. 11/2004) che modifica le norme in materia di governo del territorio e consente la ristrutturazione di ruderi agricoli fino a 800 metri cubi. Contro la legge, considerata un esempio di cementificazione, si è esposto in consiglio regionale il PD, mentre l'UDC non ha sostenuto gli emendamenti al progetto di legge. Contro la normativa si sono schierati anche il vicesindaco del PdL di Cortina d'Ampezzo, e l'associazione veneta dei costruttori edili (ANCE), che l'hanno giudicata una "scelta sbagliata".

##### Sanità
Successivamente all'elezione a presidente della regione Veneto, Zaia si dichiarò contrario all'utilizzo della pillola abortiva Ru486 e quindi alla sua distribuzione all'interno della regione. L'Agenzia italiana del farmaco ha precisato che le regioni non possono vietarne la distribuzione, che è regolamentata dalla legge 194.
Durante la pandemia di COVID-19, l'amministrazione di Zaia si discosta dalle indicazioni del Ministero della salute e dell'OMS, che punta ad eseguire i tamponi diagnostici solo nei casi sintomatici, effettuando in Veneto tamponi molto più numerosi ed a tappeto per isolare gli asintomatici positivi coinvolgendo tutti i laboratori di microbiologia della rete ospedaliera regionale ed acquistando anche nuovo materiale per effettuare gli esami. Il Veneto è inoltre la prima regione italiana ad avviare la fase di test sierologici.
Il Garante per la protezione dei dati personali (a seguito di decine di reclami e segnalazioni) commina alla Regione una sanzione da 100mila euro per aver violato la privacy dei sanitari non vaccinati. Sotto accusa è infatti finita la decisione di coinvolgere, all'inizio della campagna anti-Covid, i medici del lavoro nella sensibilizzazione dei colleghi e degli altri dipendenti all'obbligo di immunizzazione tramite condivisione dei dati personali del personale sanitario non ancora vaccinato.
Dopo due tentativi falliti (nel 2014 a Padova, e nel 2017 ad Abano Terme), come presidente di regione delibera la creazione di un centro regionale per la chirurgia di riassegnazione del sesso presso l'Azienda Ospedale-Università di Padova.

##### Autonomia del Veneto

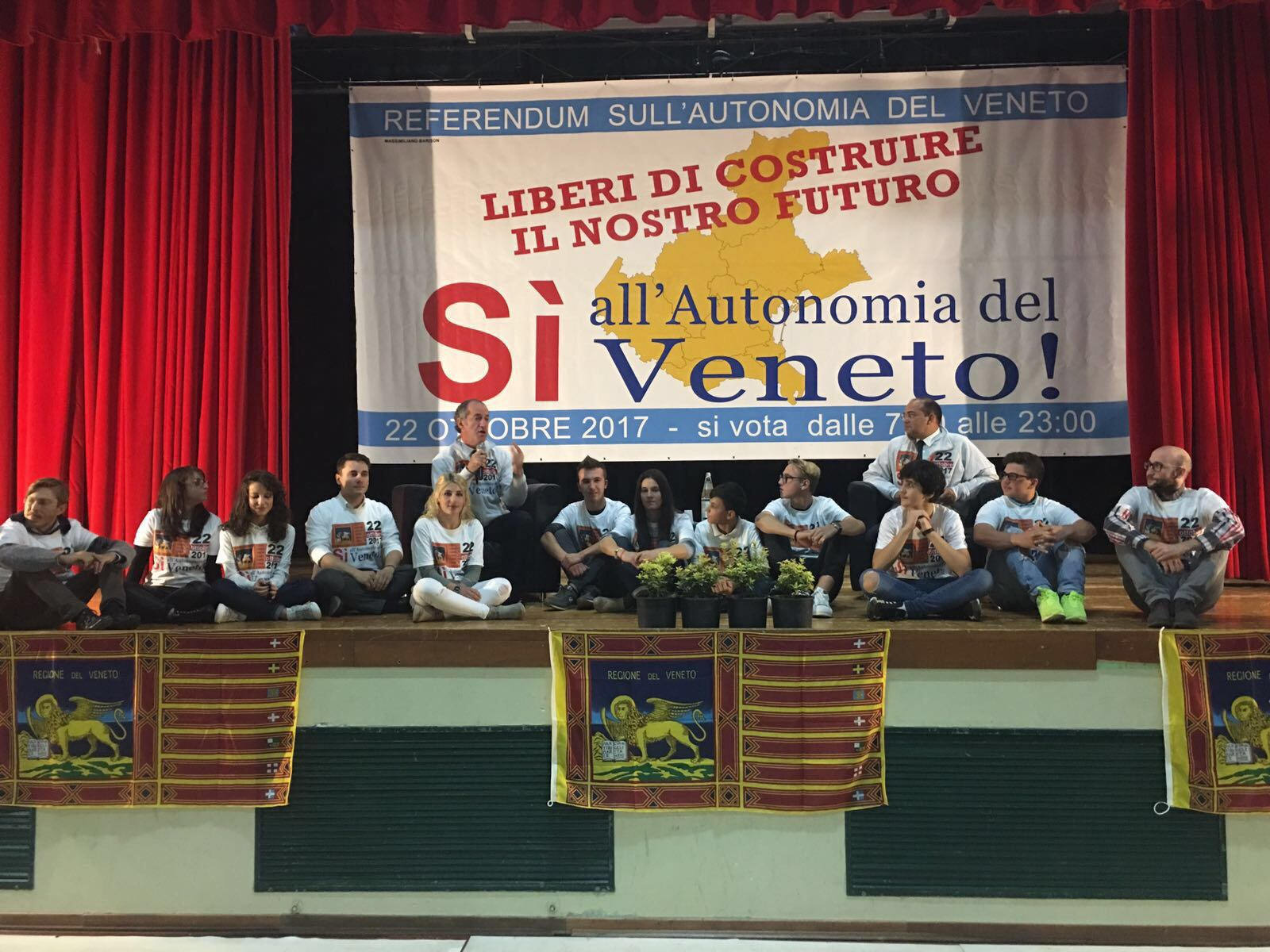
Zaia al convegno "le ragioni del sì" per la campagna elettorale sul referendum consultivo in Veneto del 2017

Il 22 ottobre 2017 si è tenuta una consultazione referendaria regionale indetta dal consiglio regionale del Veneto per conoscere il parere degli elettori della regione circa l'attribuzione di ulteriori forme e condizioni particolari di autonomia al proprio ente territoriale. Per l'efficacia della consultazione era richiesta la partecipazione della maggioranza degli aventi diritto al voto.
In seguito al suo esito positivo, la giunta regionale del Veneto si è riunita in seduta straordinaria per deliberare preliminarmente un disegno di legge da sottoporre al Consiglio regionale del Veneto avente come oggetto una proposta di legge statale da trasmettere al parlamento nazionale al fine di chiedere il trasferimento delle 23 competenze previste dallo Stato alla Regione; l'atto è stato approvato dall'aula consiliare il 15 novembre 2017, unitamente a un ordine del giorno che conferisce al presidente Zaia un ampio mandato nell'ambito della trattativa con l'esecutivo statale. Il 28 febbraio 2018, al termine di tre mesi di negoziati, il presidente Luca Zaia (insieme ai presidenti Roberto Maroni e Stefano Bonaccini, suoi omologhi di Lombardia ed Emilia-Romagna) ha firmato col Sottosegretario di Stato Gianclaudio Bressa un accordo preliminare in merito all'intesa prevista dall'articolo 116, comma 3, della Costituzione.

##### Altri provvedimenti
Il 24 giugno 2019 il presidente Zaia, il presidente della Regione Lombardia Attilio Fontana e il sindaco di Milano Giuseppe Sala, vincono la gara per l'aggiudicazione delle Olimpiadi invernali 2026 e delle Paralimpiadi invernali 2026. I giochi si terranno in diverse località della Lombardia, del Veneto e delle province di Trento e di Bolzano: Milano, Valtellina, Cortina e Val di Fiemme e la cerimonia di apertura si terrà nello stadio milanese di San Siro.
Il 7 luglio 2019, grazie alla candidatura regionale presentata nel 2009, il Comitato per il Patrimonio mondiale UNESCO, ha proclamato le Colline del Prosecco di Conegliano e Valdobbiadene patrimonio dell’Umanità.

## Posizioni politiche

### Agricoltura
Commentando l'azione dimostrativa compiuta il giorno 11 agosto 2010 da alcuni esponenti di un gruppo no global in un campo di mais di Vivaro, in provincia di Pordenone, contro le coltivazioni OGM, il presidente Luca Zaia ha asserito che è stata ripristinata la legalità, ribadendo la sua posizione contro gli organismi geneticamente modificati, a differenza del suo successore al ministero dell'agricoltura, Giancarlo Galan.

### Diritti civili
Nel 2013 Zaia si è dichiarato «assolutamente contrario alle adozioni gay». Si dichiara, tuttavia, favorevole al riconoscimento dei diritti alle coppie gay. Nel 2021 ha affermato: "Le libertà devono essere garantite a tutti e non c’è spazio per l’omofobia ed il razzismo". Nell'agosto 2022 Zaia si conferma uno degli esponenti più moderati della Lega in tema di diritti civili, sostenendo inoltre che "Il centrodestra deve cambiare pelle rispetto a trent'anni fa, mi aspetto che sia più inclusivo e attento ai cambiamenti, libero dai complessi di inferiorità sul versante culturale e dai tabù in materia di diritti, nuove famiglie e sessualità. Lo dico in un altro modo: l'omosessualità non è una patologia, l'omofobia invece sì. È una questione di libertà e di rispetto, chi non lo comprende è fuori dalla storia".
Zaia ha espresso più volte, pubblicamente, la sua stima per il leader del Partito Radicale Marco Pannella, che nell'ottobre 2017 definisce "maestro di democrazia diretta e di conquiste di diritti sociali". Successivamente, Luca Zaia si dichiara "pannelliano" e "gandhiano".
Nel dicembre 2021, rispondendo ad una domanda di Peter Gomez, afferma di essere contrario alla legalizzazione della marijuana e allo stesso tempo favorevole al non criminalizzare i 6 milioni di italiani che ne fanno uso, sostenendo che "depenalizzare è una cosa, legalizzare è un'altra".
Nel 2022, in seguito alla morte per suicidio di un'insegnante transgender, che diede fuoco al veicolo che usava come abitazione, Zaia afferma che "era una donna a tutti gli effetti", sostenendo l'autodeterminazione di genere delle persone transessuali.

### Giustizia
Zaia ha pubblicamente dichiarato di aver votato "quattro sì" ai referendum abrogativi del 2011. Rispondendo a una domanda sul legittimo impedimento Zaia ha detto che «se riguardasse me preferirei avere una corsia preferenziale che sveltisse ogni procedimento. Non ritengo giusto che chi amministra resti magari per molto tempo con la spada di Damocle sulla testa di qualche avviso di garanzia».

### Rapporto tra il Veneto e l'Italia
Nel 2010, nel richiedere maggiori fondi al Governo per sostenere il Veneto dopo l'alluvione di quell'anno afferma che è «una vergogna spendere 250 milioni di euro per i quattro sassi di Pompei.», dichiarazione che scatenerà polemiche a livello nazionale e che porterà il presidente veneto a ritrattare, successivamente, la sua stessa affermazione.
Nel marzo 2014 Zaia si è dichiarato favorevole al plebiscito digitale in corso in quel periodo, che chiedeva ai veneti di esprimersi in materia di secessione dallo Stato italiano. Ha paragonato il Veneto alla Crimea, occupata dalle truppe russe, che proprio l'11 marzo aveva votato la propria secessione dall'Ucraina.

### Ambiente
Zaia si è espresso cautamente a favore di misure atte a contrastare il cambiamento climatico e il dissesto idrogeologico. Si è schierato per il SÌ alla cessazione delle trivellazioni nel referendum del 2016 e ha ribadito tale posizione nel novembre del 2022 quando il governo Meloni valutava la possibilità di autorizzare l'estrazione di gas al largo delle coste del Polesine, nell'Adriatico, adducendo motivazioni "scientifiche, non ambientaliste né tantomeno ideologiche" legate ai danni per il turismo e alla subsidenza del fondale, che è sabbioso. In occasione delle ondate anomale di maltempo che hanno colpito il nord Italia nel luglio 2023, ha affermato che il "negazionismo climatico" sia preoccupante e che non si possa fare finta di nulla, ma si debba cercare soluzioni pur senza essere "estremisti in senso contrario".
Dall'altra parte ha sostenuto però anche posizioni molto moderate in materia di qualità dell'aria, come nel marzo 2023, quando ha dichiarato a Bruxelles che, pur condividendo l'obiettivo di far respirare ai cittadini aria pulita, nell'applicazione delle norme sui limiti all'inquinamento si debba però tenere conto della morfologia del territorio (alludendo alla bassa velocità del vento in Pianura padana, ostacolo per la dispersione di particelle inquinanti) e paventando un "azzeramento dal punto di vista produttivo" di determinate regioni nel caso della mancata introduzione di "correttivi". Anche in materia di gestione del territorio ha assunto posizioni favorevoli a tagliare la vegetazione cresciuta nei greti dei fiumi in modo da prevenire esondazioni in caso di piene.

## Opere
- Luca Zaia, Con le scarpe sporche di terra: un anno di rinascimento agricolo, Roma: Ministero delle politiche agricole alimentari e forestali, 2009.
- Luca Zaia, La mia multinazionale: dalla terra alla tavola: viaggio al centro della questione alimentare, Roma: Ministero delle politiche agricole alimentari e forestali, 2009.
- Luca Zaia, Adottare la terra: per non morire di fame, Milano: Mondadori, 2010.
- Luca Zaia, Ragioniamoci sopra. Dalla pandemia all'autonomia, Venezia: Marsilio, 2021.
- Luca Zaia, I pessimisti non fanno fortuna. La sfida del futuro come scelta, Venezia: Marsilio, 2022.
- (IT) Luca Zaia, Fa' presto vai piano. La vita è un viaggio passo a passo, Venezia: Marsilio, 2023, ISBN 978-8829788910.
- Luca Zaia, Autonomia. La rivoluzione necessaria, Venezia: Marsilio, 2024.